# FK Tiverija Strumica
FK Tiverija (makedonski: ФК Тиверија) nogometni je klub iz Strumice, Sjeverna Makedonija. U sezoni 2023./24. natjecao se u istočnoj skupini Treće lige Makedonije.
"Tiverija" potječe od latinskog imena Strumica.

## Povijest
Klub je osnovan 1923. godine.

## Vanjske poveznice
- Stranica kluba na macedonianfootball.com